# プログレスフィルム

プログレスフィルムのロゴ（1979〜1990年）

プログレスフィルム（ドイツ語: Progress Film GmbH）は、ドイツ民主共和国（東ドイツ）の国策映画配給会社で、1950年に設立され、同じく国策映画制作会社のDEFA (映画会社)の映画および海外からの映画の配給をしていた。1989年以降は、DEFAの映画コレクション全体を配布している。
2019年以来、プログレスフィルムはデジタル化も行なっていて、DEFA所蔵映画全体とその他の映画で、歴史的に厳選した範囲で国際的なコレクションの数を増やしている。

## 参照項目
- 東ドイツの映画
- DEFA (映画会社)